# Takwacore
Takwacore – gatunek muzyczny będącym połączeniem punk rocka oraz kultury Islamu. Określenie użyte pierwszy raz w Książce Michaela Muhammad Knighta, The Taqwacores z 2003 roku. Nazwa gatunku jest połączeniem słów core od hardcore oraz arabskiego słowa taqwa oznaczającego „pobożność”.
O ile początki muzułmańskiej muzyki punk datuje już na rok 1979, wskazując na twórczość brytyjskiej grupy Alien Kulture, to pierwszymi grupami, którą wskazać można jako tworzące takwacore są The Kominas, Vote Hezbollah czy the Sagg Taqwacore Syndicate.